# Problém divergence

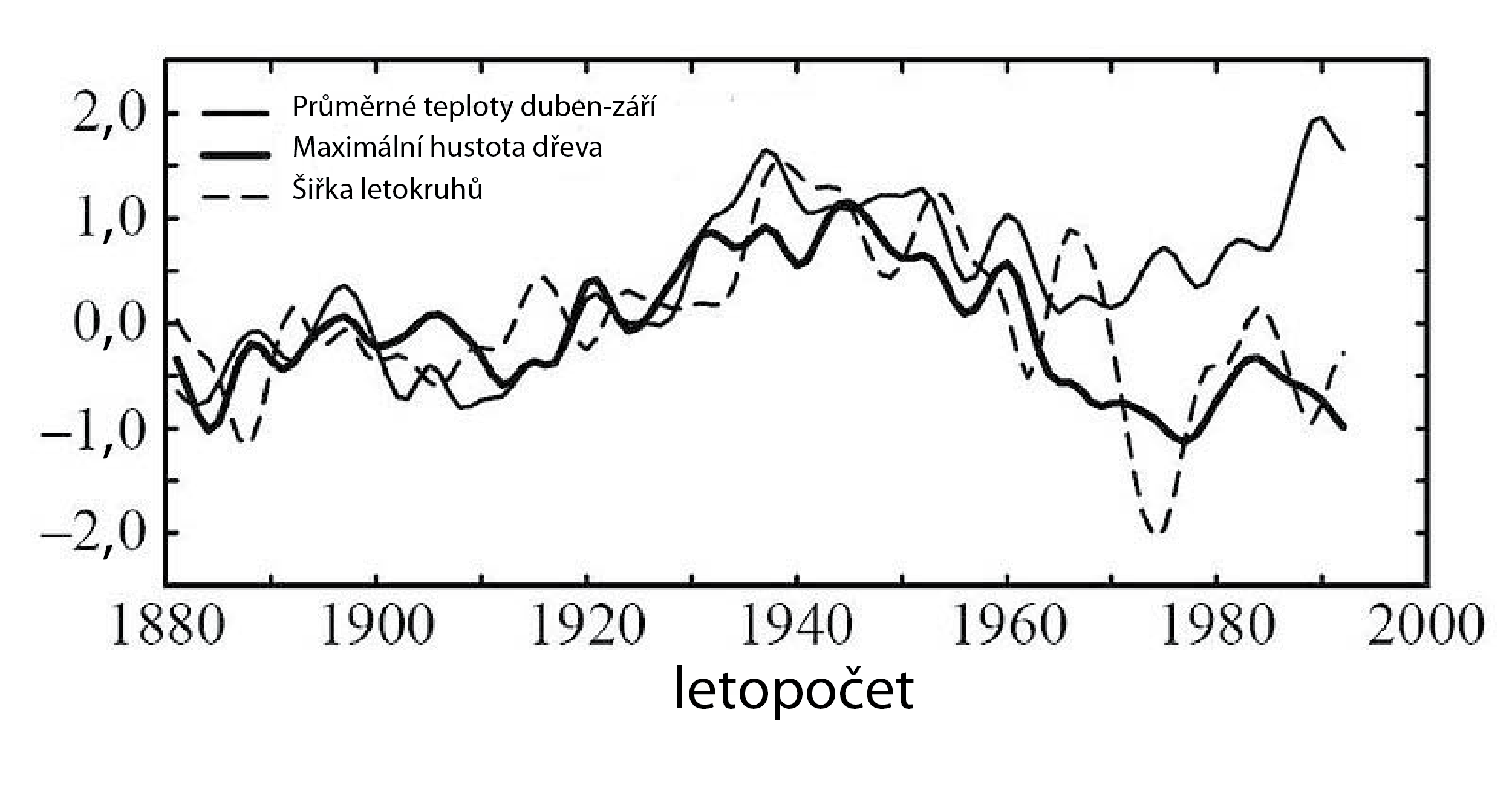
Dvacetileté vyhlazené průměry šířek letokruhů (čárkovaně), hustoty dřeva letokruhů (tenká čára), standardizovaný průměr všech anomálií z míst ze společné databáze (1881–1940) ve srovnání s teplotními anomáliemi ze stejných oblastí za období duben—září (tlustá čára). Dle Briffa et al. 1998.

Jako problém divergence je v dendroklimatologii označována anomálie, která je pozorována při studiu klimatu pomocí starých stromu a jejich letokruhů. Je to neshoda mezi teplotami získanými z přístrojových měření teploty (teploměry) a teploty rekonstruované z hustoty dřeva nebo šířky letokruhů v severských oblastech.
Zatímco záznamy z teploměrů ukazují podstatný trend oteplování, hustota dřeva vykazuje hodnoty, které by měly svědčit o ochlazování. V některých studiích byl tento problém identifikován i u šířky letokruhů. Začátek této pozorované odchylky se datuje do roku 1950.

## Odhalení problému
Problém divergence byl poprvé odhalen při studiích letokruhů stromů na Aljašce a publikován byl v roce 1995.  Specialista na letokruhy Keith Briffa ukázal ve své studii z roku 1998, že tento problém je daleko více rozšířený ve vysokých severních zeměpisných šířkách a varoval, že je ho třeba vzít v úvahu, aby nedošlo k nesprávné interpretaci teplot v minulosti.

## Důležitost
Odchylky mezi přístrojovým měřením teploty a výsledky rekonstrukcí z letokruhů, které se objevují od roku 1950 vyvolaly otázky, jak spolehlivé jsou rekonstrukce teplot z letokruhů před přístrojovými měřeními. Široké geografické a časové rozložení dobře zachovaných stromů, spolehlivé fyzikální, chemické a biologické podklady pro jejich použití, a jejich věkový výběr hrají v dendrochronologii zvláště důležitou roli v pre-instrumentálních klimatických rekonstrukcích. Data z letokruhů jsou pro období 1600-1950 v souladu s dalšími výsledky rekonstrukcí z proxy dat. Pro období před rokem 1600 stoupá nejistota teplotních rekonstrukcí vzhledem k relativnímu nedostatku dat a jejich omezenému geografickému rozložení. Do roku 2006 byly tyto nejistoty považovány za příliš velké, než aby šlo udělat závěr o tom, zda se rekonstrukce z letokruhů liší od ostatních rekonstrukcí za toto období. Více studií, které byly publikovány po roce 2006, naznačuje, že divergence je způsobena antropogenními aktivitami, a divergence se týká jen nedávné minulosti.

## Možná vysvětlení
Vysvětlení problému divergence není zatím stále jasné, předpokládá se, že je způsobena dalším projevem klimatické změny, která je důležitá pro lesy na severní polokouli a nebyla důležitá před rokem 1950. Jedna z publikovaných teorií je, že "od nějaké hranice nárůstu teploty mohou být stromy fyziologicky stresovány, zvláště, když nedojde k souběžnému nárůstu vlhkosti".
Další možné vysvětlení je, že odpověď stromů na současné globální oteplování může být zpožděné, nebo nelineární. Divergence může být způsobena také změnami v době tání sněhu, nebo posuny začátků jednotlivých ročních období. Přírůstky mohou více záviset na ročních maximálních, nebo minimálních teplotách, zvláště v oblastech s omezeným vegetačním obdobím (zvláště ve vysokých klimatických a nadmořských výškách). Další možností je globální stmívání díky atmosférickým aerosolům.
V roce 2012 publikoval Brienen studii myšlenku, že problém je způsoben převážně tím, že vzorky byly brány z velkých živých stromů. Problém je nadále předmětem čilé vědecké diskuse.

## Politizace vědeckého problému
Závěry rekonstrukcí teplot z letokruhů byly napadeny mnoha odpůrci teorie antropogenních příčin globálního oteplování. Právě problém v grafické interpretaci problému divergence byl jedním z hlavních bodů aféry se zcizenými daty z CRU, známou pod názvem Climategate a při sporech o tzv. hokejkový graf.